# Kilix
Kilix (řecky Κίλιξ, latinsky Cilix) je v řecké mytologii syn sídónského krále Agénora.
Jeho sourozenci byli:
- Európa, milenka nejvyššího boha Dia
- Kadmos, thébský král
- Foiníx, foinický král
- Fíneus, thrácký král
- Thasos, hrdina

Když Zeus unesl jeho sestru Európu, vydal se ji hledat se svým bratrem Kadmem a Foinixem. Hledání však vzdal a když se dostal až do dnešní jihovýchodní Malé Asie, zalíbilo se mu tam tak, že se tam usadil. Založil potom hrad a království, později nazvané jeho jménem Kilikie. Ve starověku prý to byla nejnehostinnější země světa, navíc proslulá námořními lupiči.